# Lajos Abafi

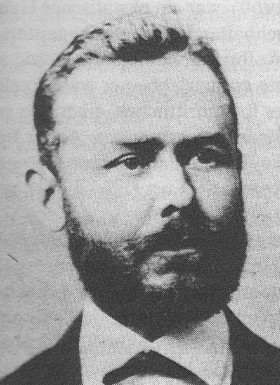
Lajos Abafi

Lajos Abafi, deutsch Ludwig Aigner (* 11. Februar 1840 in Großjetscha, Kaisertum Österreich; † 19. Juni 1909 in Budapest, Königreich Ungarn) war ein ungarndeutscher Historiker der Freimaurerei, Verleger, Herausgeber, Übersetzer und Entomologe.

## Leben
Als Sohn adeliger Eltern geboren, besuchte Aigner von 1850 bis 1853 die Handelsschule in Temeswar und machte dann bis 1857 eine Buchhandelslehre. Zugleich lernte er als Privatschüler an einem Temeswarer Gymnasium Latein. Zwischen 1858 und 1860 war er in der Buchhandlung von Josef Schwaiger in Preßburg tätig, ab 1860 in der Buchhandlung Ferdinand Pfeifer in Budapest, 1863 in Leipzig und ab November desselben Jahres bis zum 16. März 1865 bei dem Kölner Buchhändler Wilhelm Greven, anschließend bei Julius Weise in Stuttgart. Im Frühjahr 1868 kehrte Ludwig Aigner nach Budapest zurück, wo er zunächst in den Buchhandlungen Rath und Osterlamm beschäftigt war. Dort eröffnete er 1868 eine Buchhandlung, zunächst mit einem Gesellschafter und ab 1869 als Alleininhaber. In der Folge betrieb er auch einen Verlag für deutsche und ungarische Literatur, in dem für die Entwicklung der ungarischen Literatur bedeutende Reihen wie die Nemzeti Könyvtár („Nationale Bibliothek“) erschienen, in der er die bedeutendsten ungarischen Klassiker und Autoren edierte, was zur Popularisierung der ungarischen Literatur wesentlich beitrug. Von besonderer Bedeutung für die Rezeption ungarischer Literatur im deutschen Sprachraum ist die von Aigner herausgegebene Übersetzung der Werke Sándor Petőfis. Für seine eigenen Schriften verwendete er seit 1869 vorwiegend das Pseudonym „Abafi“ zusammen mit „Lajos“, der ungarischen Form von „Ludwig“.
Ab 1890 beschäftigte sich Aigner hauptsächlich mit Entomologie. Er veröffentlichte 1898 eine Geschichte der Entomologie in Ungarn, ein bedeutendes Werk, das bis heute die einzige in Ungarn erschienene zusammenfassende Arbeit dieser Art ist. 1907 legte er eine Monografie über die Schmetterlinge Ungarns vor.
Als Abafis bedeutendstes Werk gilt aber die leider nicht vollendete Geschichte der Freimaurerei in Österreich-Ungarn.
Abafi war Freimaurer seit 1870, als er in die Budapester Loge Corvin Mátyás aufgenommen wurde. Mehrere Jahre lang leitete er die Herausgabe der Zeitschrift Hajnal („Morgendämmerung“), des Großlogenorgans der ungarischen Freimaurerei, und er bearbeitete 1886 das Ritual der aus der Vereinigung der beiden ungarischen Obödienzen hervorgegangenen Symbolischen Großloge. Bei seinen historischen Arbeiten zur Freimaurerei stützte er sich ab 1882 auf das Archiv in Dég. Von seinem auf sieben Bände berechneten Werk erschienen zwischen 1890 und 1889 nur die ersten fünf Bände. Das Werk ist trotz mancher Mängel, zu denen das Fehlen eines Registers gehört, auch heute noch nicht überholt, zumal hier durch die Zerstörung des Archivs von Dég 1945 heute nicht mehr existierendes Material verarbeitet wurde.
Außer diesem Hauptwerk verfasste Abafi noch eine Geschichte der Freimaurerei in Ungarn sowie zahlreiche weitere Beiträge zu verschiedenen Fragen der Geschichte der Freimaurerei, unter anderem über die Rosenkreuzer, die Asiatischen Brüder und andere Geheimgesellschaften des 18. Jahrhunderts.
1896 gab Aigner Verlag und Buchhandlung  auf und nahm 1901 eine Stelle als Laborant an der naturwissenschaftlichen Abteilung des Ungarischen Nationalmuseums an.
1909 starb er im Alter von 69 Jahren.

## Schriften
- Az elegiáról [= Über die Elegie]. Budapest 1869.

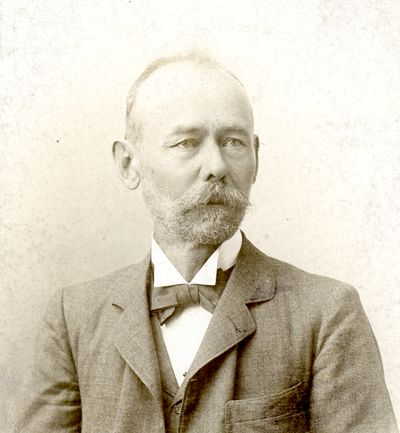
Abafi in späteren Jahren

- A magyar népdalról [= Über das ungarische Volkslied]. Pest 1872.
- Mikes Kelemen. Biografie. Budapest 1872.
- Franz Kazinczy als Freimaurer. Denkrede. Budapest 1879.
- Geschichte der Freimaurerei in Österreich-Ungarn. 5 Bde. Wien 1890–1899.
- A Corvin Mátyás az igazságoshoz cimzett budapesti szabadkőművespáholy huszonötéves története. 1869-1894. Budapest 1894.
- A lepkészet története Magyarországon [= Geschichte der Entomologie in Ungarn]. Budapest 1898.
- A szabadkőművesség története Magyarországon [= Geschichte der Freimaurerei in Ungarn]. Budapest 1900. Nachdruck Akadémiai Kiadó, Budapest 1993, ISBN 963-05-6540-4.
- Johnson. Ein Hochstapler des XVIII. Jahrhunderts. Beitrag zur Geschichte der Freimaurerei nach archivalischen Quellen. Frankfurt am Main 1902.
- Magyarország lepkéi [= Die Schmetterlinge Ungarns]. Budapest 1907.

Übersetzungen und Herausgabe:
- Ungarische Volksdichtungen. Budapest 1873.
- Ungarische Volkslieder. Budapest 1874.
- Sándor Petőfi: Petöfis poetische Werke. 2 Bde. Budapest:
  - Bd. 1: Liebesperlen. 1880.
  - Bd. 2: Buch des Lebens. Gedichte. 1883.

Herausgegebene Buchreihen:
- Magyar Könyvészetet [= Ungarische Bibliografie]. Budapest 1869–1870.
- Magyar Könyvesházat [= Ungarisches Bücherheim]. 140 Hefte. Budapest 1875–1890.
- Nemzeti Könyvtár [= Nationale Bibliothek]. 42 Bde. Budapest 1878 ff.

Außerdem war Aigner Herausgeber der Schriften von Ferenc Kazinczy und
Herausgeber bzw. Begründer folgender Zeitschriften:
- Ungarische Revue. Beiträge zur Kenntniß der Vergangenheit und Gegenwart Ungarns. Budapest 1868 f., ZDB-ID 557297-6.
- Magyar tanügyi [= Ungarisches Bildungswesen]. Budapest 1873–1879, ZDB-ID 2097664-1.
- Figyelö [= Der Beobachter]. Budapest 1876–1889, ZDB-ID 441960-1.
- Corvina. Budapest 1878 ff., ZDB-ID 774741-x
- Rovartani lapok [= Entomologische Blätter]. Budapest 1884 ff., ZDB-ID 2589593-X
- Hazánk – történelmi közlöny [= Unsere Heimat – historische Zeitschrift]. Budapest 1884–1889, ZDB-ID 583315-2.